# 營級戰術群
營級戰術群（拉丁化：Usilennyy batal'on），英語普遍称之为，简称BTG，是俄羅斯陸軍的一種合成機動部隊，處於高度戰備狀態。一個營級戰術群由一個機械化步兵營組成，下轄2-4個連，配備防空、砲兵、工程和後勤支援單位，通常編組還會加上坦克連和火箭炮。通常從一個旅的志願役制骨幹人力抽調編組，它也是2014年以來俄烏戰爭中俄軍的主要力量，尤其是在頓巴斯戰爭中的發揮:9–10。
俄羅斯國防部長謝爾蓋·紹伊古表示，截至2021年8月，俄羅斯擁有約170個營級戰術群。每個大約有600-800名官兵，其中大約200名步兵兵力，剩下的人通常包括大約10輛坦克和40輛步兵戰車的兵力:11–13。

## 历史

### 苏联陆军
冷战时期，苏联陆军最低层级的合成部队是摩托步兵团与坦克团，其下属各营均为坦克营或摩托步兵营等单一兵种营。但在实战与演习中，苏军时常将不同兵种编入营一级组建加强营 。取决于任务需求，每一个单一兵种的营都可以得到额外的坦克或摩托步兵支援，也包括炮兵、防空、工兵、侦察等分队。一个常见的例子是：一个坦克营被加强了一个乘坐BTR装甲车的摩托步兵连、1个战斗工兵排与1个规模接近于营级的炮群后成为一支合成部队。
苏联军语时常使用“战术群” (俄语：Тактическая групп)来称呼北约的合成部队。“连级战斗群”以形容北约的“连级战斗队”，“营级战斗群”以形容“营级战斗队”，这或许是西方将俄罗斯陆军称之为加强营的编制称为营级战术群的根源。而对于己方的相应编制，苏联军语则称之为“突击分排” (俄语：Штурмовой взвод)与“加强营”。
苏联陆军也曾尝试组建合成营以完善部队的全面作战能力，具体表现为在每一个摩托步兵营中固定编入一个坦克连，然而这项改革需要大量的资金以支撑相应人才的培养与装备维护成本的攀升。由于苏联经济的持续下滑以及最终的解体，该改革始终未能成型。

### 车臣战争与俄格战争
苏联解体后，俄罗斯陆军第一次在旅中组建了很粗糙的合成营，因为独立后的俄罗斯联邦更加无力负担苏联时期的师级编制，转而将维持成本更低的旅作为战役单元，这个粗糙的合成营便因此形成。这类编制在第一次车臣战争、第二次车臣战争与俄格战争中均有根據檢討經驗加以应用。
俄格战争结束后，2008年10月，俄罗斯国防部宣布打算通过建立“永久战备”旅来改革俄罗斯军队，这是2008年俄罗斯军事改革的重点项目之一。 2012年11月谢尔久科夫被解除俄罗斯国防部长职务，并由绍伊古接任后，该计划被暫時搁置。後來漸漸變成了有利于在現有驻军旅的制度内，建立“永久战备”的營級戰術群的做法應運而生，因為这些營級戰術群的组成人员均为士氣較高的职业军人与志愿兵，營級戰術群被期望作为一个旅或师的尖刀部队以一个旅的主要作战任务，故部分评论认为，造成这种情况的原因是俄罗斯陆军缺乏足够的组建完全由志愿役士兵组成的旅或师。

### 俄乌與敘利亞战争
2016年7月至9月版的美国军事杂志《Armor》中引用的俄乌战争的报告指出，部署在顿巴斯前线的俄罗斯部队是以BTG的方式组织的。由俄軍旅所編出的營級戰術群，相對於美國的旅級戰鬥隊中，每個營操作重武器的人數，常被加入的協力單位人數壓過的情況相比，俄軍操作重武器人數比例就占用了所属旅的超过50%，具體來說組成的这些BTG编制为：
- 1个坦克连
- 3个机械化步兵连[註 2]
- 2个反坦克连
- 2-3个炮兵连
- 2个防空连

随着顿巴斯战争烈度降低，俄军总参谋长格拉西莫夫宣布俄军将组建超过100个營級戰術群，所有的營級戰術群官兵均为志愿役军人。
俄军营级战术群在叙利亚内战中表现出色，2021年8月，绍伊古宣称俄军已拥有136个營級戰術群。然而在2022年俄羅斯入侵烏克蘭中，这一作戰編組方式經過初期的突進後，接著就暴露出了许多較長任務與大規模行動下遇到了問題：戰略級合成協力不足；後勤困難；编制中步兵人數太少而要依賴地方准军事人員，因此敵軍可以攻擊防禦薄弱處等。